# Os Inocentes de Mãos Sujas
Os Inocentes de Mãos Sujas (em francês:  Les Innocents aux mains sales) é um filme teuto-ítalo-francês de 1975, dirigido por Claude Chabrol.

## Sinopse
Jovem e bela esposa de um milionário, frustrada com a impotência do marido, se envolve com outro amor. Juntos, os dois amantes preparam a eliminação do velho e inconveniente marido.